# MQ-1C Gray Eagle
MQ-1C Grey Eagle (укр. «Ґрей Іґл») — це середньовисотний безпілотний літальний апарат тривалої дії (MALE), розроблений компанією «General Atomics Aeronautical Systems» (GA-ASI) для Армії Сполучених Штатів Америки як модернізація  General Atomics MQ-1 Predator.

## Розробка
У 2002 році армія США ініціювала конкурс багатоцільових безпілотників підвищеної дальності, причому літак-переможець мав замінити RQ-5 Hunter. Було зареєстровано два літаки: IAI/Northrop Grumman Hunter II та Warrior. У серпні 2005 року армія оголосила Warrior переможцем і уклала контракт на 214 мільйонів доларів на розроблення та демонстрацію системи. Армія мала намір закупити одинадцять систем Warrior, кожна з яких має дванадцять безпілотників і п'ять наземних станцій управління. При очікуваній загальній вартості програми в 1 мільярд доларів, літак повинен був бути прийнятий на озброєння в 2009 році.
3 вересня 2010 року армія США оголосила, що інтеграція ракети AGM-114 Hellfire до БПЛА була настільки успішною, що 4 озброєні MQ-1C будуть розгорнуті в Афганістані наприкінці 2010 року.

### Назва
Армія США прагнула отримати позначення Warrior як MQ-12, але Міністерство оборони Сполучених Штатів Америки присвоїло замість цього позначення MQ-1C (тобто, серія C літака MQ-1). Планувалося, що його експлуатуватиме Оперативна група ODIN в Іраку та/або Афганістані. У серпні 2010 року армія США оголосила, що MQ-1C офіційно отримала назву Grey Eagle.
Апарат також початково був відомий як Extended-Range Multi-Purpose UAV (ERMP) — «багатоцільовий [БПЛА] зі збільшеним радіусом дії».

### Проблеми з продуктивністю
У березні 2011 року Grey Eagles почав демонструвати низьку надійність у всіх основних підсистемах. Протягом того місяця один Gray Eagle («Сірий орел») розбився в Каліфорнії, коли несправний чіп заблокував команди для частини поверхонь керування польотом літака. Випробування польоту було відкладені до заміни мікросхеми, але залишилося з меншою кількістю доступних годин польоту; середній час напрацювання літака або компонентів на відмову становив 25 годин, а мінімально необхідний — 100 годин. Час між відмовами наземної станції управління становив 27 годин, тоді як мінімально необхідний час становить 150 годин.
Датчики вийшли з ладу через 134 години, у порівнянні з 250 необхідними годинами. У жовтні 2011 року в звіті було зроблено висновок, що Grey Eagle відповідає лише чотирьом із семи «ключових параметрів продуктивності», а його надійність не відповідає прогнозованому зростанню. 11 незапланованих ревізій програмного забезпечення загалом підвищили надійність. Проблеми з надійністю були пов'язані здебільшого з проблемами з програмного забезпеченням нещодавно встановлених датчиків, які не з'являлися знову після усунення. Спочатку фокус був на розширенні можливостей і досягненні рівня доступності 80 відсотків, а потім — на надійності.

### Покращений Gray Eagle
27 липня 2013 року General Atomics оголосила про успішний перший політ Improved Grey Eagle (IGE). IGE розроблено для підвищеної витривалості з 23 додатковими годинами порівняно з його попередником Block I. Він має на 50 відсотків більшу паливну ємність завдяки глибокому фюзеляжу та покращену вантажопідйомність на 50 відсотків або більше. Оновлена центральна точка підключення підтримує інтеграцію додаткового зовнішнього паливного баку вагою 227 кг або корисного навантаження датчика 360 градусів. Додатковий простір IGE, а також удосконалений двигун Lycoming DEL-120 Heavy Fuel Engine (HFE) забезпечують можливість зростання для покращеної конструкції льотної придатності з потенціалом включення захисту від блискавки, стійкості до пошкоджень і функцій системи запобігання зіткненням на дорогах (TCAS).
11 жовтня 2013 року Improved Grey Eagle злетів з льотно-операційної бази Ель-Міраж GA-ASI і літав 45,3 години безперервно до 13 жовтня. Цей політ був першим із двох демонстрацій витривалості IGE для армії США.
З 17 по 19 січня 2014 року IGE здійснив свою другу демонстрацію довготривалості польоту для армії США, налітаючи 36,7 години безперервно. На відміну від попереднього випробування, де не було жодного корисного вантажу, у цьому випробуванні БПЛА летів із блоком SIGINT на одному крилі та двома ракетами Hellfire на іншому. Оскільки заявки на довговічність, що містять конфігурацію корисного навантаження, підтверджені, IGE отримає оновлення, щоб зробити його сумісним з наземною станцією управління однією системою армії (OSGCS) і майбутньою універсальною системою наземного управління (UGCS), польоти модернізації будуть проведені влітку 2014 року.
У липні 2015 року до плану закупівель «Gray Eagle» для армії США було внесено зміни, що включали покращений Gray Eagle підвищеної дальності. Було закуплено початкові 36 одиниць для розвідки армії та груп спеціального призначення. Перші 19 IGE були замовлені в червні 2015 року для першої поставки у вересні 2017 року та завершення до вересня 2018 року. На той момент єдиний демонстратор IGE розбився під час тренувальної льотної підготовки на початку 2015 року. Перший політ серійного варіанту MQ-1C Grey Eagle ER відбувся 29 жовтня 2016 року. Незважаючи на те, що версія ER стане базовою конфігурацією для цього типу, оновлення ще не доступне як модернізація для експлуатованого Grey Eagles. Grey Eagle Extended Range (GE-ER) був доставлений до армії для оперативних випробувань у 2018 році

### Оновлення
У 2014 році армія США розширювала використання технологій пілотованого безпілотного об'єднання (MUM-T) для пілотованих літальних апаратів для отримання відеосигналів і керування озброєнням на борту безпілотних літальних апаратів, щоб покращити ситуаційну обізнаність та покращити підтримку наземних елементів, зробивши наземні підрозділи менш залежними від літаків інших служб для спостереження та підтримки з повітря. Ударний гелікоптер AH-64E Apache є першим армійським гвинтокрилом зі спеціальною технологією MUM-T, що дозволяє пілотам дистанційно керувати Grey Eagle, розширюючи радіус дії Apache за допомогою датчиків і озброєння Grey Eagle з кабіни вертольота.
Випробування продемонстрували, що дальність ураження Apache збільшується з MUM-T, оскільки Grey Eagle може вказувати цілі за межами діапазону власної системи націлювання гелікоптера, збільшуючи живучість і потенційно потребуючи менше вертольотів, оскільки їх ефективність збільшується з використанням Grey Eagle. Apache може керувати Gray Eagle і отримати доступ до його датчиків і зброї на відстані до 110 км.
У травні 2015 року компанія BAE Systems уклала початковий контракт на виробництво на поставку 12 датчиків (TSP) Tactical радіоелектронної розвідки Payload (TSP) для MQ-1C. Система TSP SIGINT фіксує 360-градусне поле огляду з повітря для ідентифікації, виявлення та геолокації електронних випромінювачів. Він має відкриту програмно-визначену архітектуру, і одна система може працювати з кількома цілями.
У червні 2015 року солдати провели початкове випробування та оцінку для односистемного віддаленого відеотерміналу (OSRVT), що дозволило наземним силам контролювати корисне навантаження «Gray Eagle». OSRVT — це портативна система, що складається з радіостанції, ноутбука, антен і програмного забезпечення для зв'язку з БПЛА та отримання від нього відео та інших даних. Управління корисним навантаженням датчика відповідає рівню сумісності UAS 3, що на крок нижче контролю польоту через MUM-T.

## Дизайн
Grey Eagle — середньовисотний безпілотник, який має збільшений розмах крил і оснащений двигуном Thielert Centurion 1.7 Heavy Fuel Engine (HFE). Це дизельний поршневий двигун, який спалює реактивне паливо, що забезпечує кращу продуктивність літака на великих висотах. Він може працювати до 36 годин на висоті до 7600 метрів, з дальністю дії до 400 км.
Носовий обтічник літака був збільшений для розміщення радара з синтезованою апертурою / індикатором наземної рухомої цілі (SAR/GMTI), а наведення на ціль також забезпечується мультиспектральною системою націлювання AN/AAS-52 (MTS) під носом. Літак може нести корисне навантаження до 360 кг і може бути озброєний такими видами зброї, як ракети AGM-114 Hellfire та керовані бомби GBU-44/B Viper Strike. Його датчики можуть об'єднувати інфрачервоні зображення та використовувати SAR для сканування та виявлення змін на місцевості, таких як сліди шин, сліди ніг та закопані саморобні вибухові пристрої під час виконання другого сканування.
У травні 2013 року компанія Raytheon поставила два корисних навантаження для електронної атаки як частину армійської системи мережевої електронної боротьби з дистанційним керуванням (NERO) для глушіння комунікації ворога від імені Об'єднаної організації по знищенню саморобних вибухових пристроїв (JIEDDO). Похідне від системи електронного спостереження та розвідки атак (CEASAR) на C-12 Huron, установлення NERO на безпілотний Grey Eagle дає змогу зменшити ризики, знизити експлуатаційні витрати та вдвічі-втричі збільшити витривалість, ніж місії електронного нападу. Випробувальні польоти показали, що Grey Eagle може працювати з корисним навантаженням, що створює перешкоди, не зазнаючи шкідливих впливів.
Максимальна повна злітна маса Improved Grey Eagle становить 1900 кг із двигуном потужністю 205 к.с., порівняно з двигуном MGTOW 3600 фунтів (1600 кг) і потужністю 160 к.с. Grey Eagle може перевозити 261 кг палива, тоді як IGE може перевозити 390 кг палива всередині завдяки своїй глибокій конструкції черевця та 230 кг додаткової маси. Зовнішні паливні баки можуть додати 200 кг додаткового палива, що забезпечує безперервний 50-годинний політ. IGE також збільшує внутрішню вантажопідйомність з 180 кг до 240 кг.
Вага порожнього Grey Eagle становить 1318 кг, тривалість польоту без зовнішнього бака становить 45 годин, а двигун може постійно витримувати потужність 180 к.с. (130 кВт). General Atomics додала нові крила, які можуть збільшити витривалість ще на один відсоток і дозволити додати нові вертикальні антени. Конфігурація для спеціальних операцій може нести дві ракети Hellfire і корисне навантаження SIGINT протягом 35 годин, на відміну від 14–15 годин для Block 1 Grey Eagle.

## Операційна історія
У червні 2010 року бригада бойової авіації 1-ї піхотної дивізії сухопутних військ армії США була розгорнута в Іраку разом із «Gray Eagle»
2 червня 2012 року Grey Eagle досяг рекордних 10 000 успішних автоматичних запусків і відновлення за допомогою системи автоматичного зльоту та посадки (ATLS). Система також приземлилася при боковому вітрі 26 вузлів. Станом на 25 липня 2012 року армійський літак Grey Eagle Block 1 набрав понад 35 000 годин нальоту з моменту його першого використання в 2008 році. 25 червня 2012 року General Atomics оголосила, що Grey Eagle був розгорнутий у своїй першій повній роті з 12 літаків. Початкове оперативне випробування та оцінка (IOT&E) було завершено в серпні 2012 року. В експлуатації перебувало 50 літаків із рівнем готовності системи понад 80 відсотків..
Армія США оснащує 15 рот безпілотниками Grey Eagle, щоб вони могли потрапити до кожного військового підрозділу. Кожна рота матиме дев'ять літаків, які обслуговуватимуть 128 солдатів, які збільшаться до 12 літаків із додатковим взводом після розгортання. Щорічно до 2018 року відкриваються дві-три військові частини
Повноцінне виробництво було заплановано на квітень 2013 року з подальшими експлуатаційними випробуваннями в 2015 році з використанням нової наземної станції, спільної з RQ-7 Shadow. З 2008 року по липень 2013 року «Gray Eagle» набрав понад 70 000 годин польоту.
25 вересня 2013 року «Gray Eagle» досяг 20 000 успішних автоматичних запусків і відновлення за допомогою системи ATLS через 15 місяців після досягнення 10 000 успішних запусків. Станом на жовтень 2013 року ATLS використовувався на 8 об'єктах, у тому числі на 3 закордонних об'єктах, і ще 4 об'єкти планувалися на січень 2015 року. Grey Eagle Block I налітав 80 000 годин з 2009 року і на даний момент складає в середньому 3 200 годин польоту на місяць. Сукупна кількість годин нальоту за останній рік зросла на 64 відсотки.

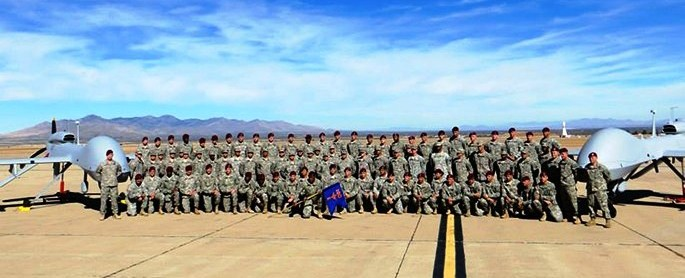
160th SOAR(A)'s Echo Company позує зі своїми новими MQ-1C

У листопаді 2013 року 160-й авіаційний полк спеціальних операцій (повітряно-десантний) (160-й SOAR(A)), підрозділ спеціальних операцій армії США, отримав свій перший MQ-1C Grey Eagle. Полк, який керує «Gray Eagle», зменшує свою залежність від безпілотників ВПС для забезпечення розвідки та ударних можливостей для груп спеціальних операцій. MQ-1C має більші можливості, ніж БПЛА RQ-7 Shadow, якими керує полк, завдяки розширенню їх зони дії за межі певної зони операцій. Дві частини SOAR повинні мати по 12 літаків.
У липні 2015 року беззбройний «Сірий орел» розбився в Іраку після збою в зв'язку, який підтримував операцію «Непохитна рішучість» проти «Ісламської держави».
У березні 2017 року армія США розпочала процес постійного розміщення MQ-1C Grey Eagle на авіабазі Кунсан у Південній Кореї. У лютому 2018 року було оголошено, що після завершення будівництва ангарів і допоміжних приміщень на базі 12 MQ-1C будуть розгорнуті в Кунсан у березні-квітні 2018 року.
29 лютого 2020 року озброєний MQ-1C Grey Eagle, який проводив озброєне патрулювання, розбився в Агадесі, Нігер, через механічну несправність. Безпілотник MQ-1C працював під прапором Африканського командування США (AFRICOM). 3 березня 2020 року невикористана ракета Hellfire лежала біля розбитого БПЛА MQ-1C Grey Eagle, що, за даними Africamilitaryblog.com, становило серйозну загрозу для збройних сил США, Франції та Нігерії, якщо її вилучила б ісламська терористична група, що діє в країні.
23 січня 2021 року ще один MQ-1C розбився в Агадесі, Нігер.

## Технічні характеристики
Загальна характеристика
- Екіпаж: без екіпажу
- Вантажопідйомність: 360 кг
- Довжина: 8,53 м
- Розмах крил: 17 м
- Висота: 2,1 м
- Максимальна злітна вага: 1633 кг
- Силова установка: 1 × Thielert Centurion 1.7 Heavy-Fuel Engine, 165 к.с. (123 кВт)

Льотні характеристики
- Максимальна швидкість: 309 км/год
- Тривалість польоту: 25 годин
- Експлуатаційна стеля: 8 839,2 м

Озброєння
- Вузли підвіски: 4
- Ракети: 4 × AGM-114 Hellfire або 8 × AIM-92 Stinger
- Бомби: 4 × GBU-44/B Viper Strike[21]

Авіоніка
- AN/ZPY-1 STARLite Radar[22]

## Оператори

### Україна
В умовах тривалого російського вторгнення в Україну Міноборони України наприкінці квітня 2022 року звернулось до США з проханням поставити окрім важкої артилерії та ракетних систем також БПЛА MQ-1C Grey Eagle з відповідними боєприпасами — ракетами AGM-114 Hellfire.
1 червня 2022 року агентство Reuters повідомило, що адміністрація Байдена планує продати Україні чотири безпілотники Gray Eagle, кожен із яких може нести до 8 ракет Hellfire, «для бойового використання проти Росії» в поточній війні. Цей план розглядається Пентагоном протягом кількох тижнів, але поки що він може не здійснитися, якщо Конгрес заблокує його.